# SE計画
SE計画（エスイーけいかく、プロジェクト・エスイー、PROJECT SE）は、月刊模型雑誌『ホビージャパン』にて連載された企画「TYRANT SWORD Of NEOFALIA」で、設定上存在する架空の機動兵器開発計画。TVシリーズ『機動戦士Ζガンダム』本編の設定に則ったパラレルワールドの宇宙世紀（ガンダムシリーズ）を舞台に、アナハイム・エレクトロニクスがモビルスーツ(MS)に代わる新しい機動兵器体系の確立を目的として、秘密裡に進めていた計画である。

## 概要

### タイラント開発計画の始動
一年戦争の直後、ジオン軍事体制から独立したアナハイム・エレクトロニクスで、タイラント開発計画は始動した。その意図する所とは、高度な技術力、工業力を背景にした企業力の拡大、政治力の強化だった。戦争は終結したが、連邦、ジオン共に弱体化の極みにあり、復活は難問題だった。アナハイムはMS開発を軸とする軍需産業を中心として、両者を積極的に援助する事で、各勢力間にその影響力を拡げていった。

### SE計画への変貌
時にU.C.0083、エゥーゴとティターンズによるゲリラ戦が始まる3年前であるこの時代、次々と生み出される新世代MS群に対して、タイラント開発計画は次第にその姿を変えていき、単なる新型MS開発計画だったプロジェクトはやがて”SE計画”として正式に発足、ネオ・ファリアが生まれるのだった。

### 火薬庫状態の地球圏
すでにこの時、アナハイムは経済力による地球圏支配を実質的に完了しつつあった。だがティターンズの台頭によりその経済的、政治的バランスが崩れる事になる。企業にとって軍事力はコントロールされる物であり、均衡状態が安定した利潤を生み出すのである。イデオロギーは問題ではないのだが、軍人にとってそれは関係ない。連邦内に生まれたティターンズという、突出した軍事力をアナハイムは嫌い、やがてエゥーゴを生み出す布石となる。この時を境にしてアクシズ（ネオ・ジオン）の動向やジュピトリス（木星圏勢力）の拡大など、急激に地球圏はキナ臭さを強めていく。ティターンズは政治色を強め、同様に連邦軍は全体主義的傾向を見せ始めた。言わば戦国時代にも等しい世界情勢で、このままでは再び戦闘状態へ突入する事は火を見るより明らかだった。

### タイラント・ソードのロールアウト
各勢力の間で、アナハイムはあくまで表舞台に立つ事なく、影からの支配を維持するためのブラフ（はったり）として、”超兵器ソード”の実用化を急ぐ事になった。U.C.0086の半ば、プロトタイプのタイラント・ソードがロールアウトされた時期は正に戦乱の真っ只中だった。だがタイラントのポテンシャルは、開発者の意図を越えて、あまりにも強大で危険な存在になろうとしていた。

### タイラント・ソード開発の副産物
一つの新兵器の開発は、それが革新的であればあるほど、そこで培われた技術が様々な技術を生み出す。タイラント・ソードも同様であり、ソード・システムに使用された技術があらゆる新世代MSに利用され、「ZETA」、「エプシィG」、「ディジェ・ソード」等の代表的なスピンオフ機動兵器に結晶した。さらにある細かな技術の一つは全地球圏のほとんどのMS群に影響を与えていた。

### SE計画の予定されていた最終段階
「SE計画」の最終段階における予定されていた構想では、タイラント・ソード一機、強力な火器を用いて前衛を務めるパシケファロ・ソード三機、後方支援用アパト・ソード二機、情報収集用に索敵能力が高められたイクチオン・ソード一機、タイラントをガードするスレイヴ・ソード二機を随伴するはずだった。これら無人の補助兵器4種8機により、一つのユニットを形成するのである。このシステムが完成していれば、ソードは地球軍の全MSに匹敵する戦力となると想定される。しかし、これがネオ・ファリアとソードが消滅した理由その物だった。

### SE計画の終焉
既に充分な力を手に入れていたアナハイムにとって、強すぎるカードはブラフの意味を持たない。タイラント・ソードは”強すぎるカード”だったのだ。戦争の終結を前にして、タイラントは消える運命だった。

## SEシステム
SEとは、SE計画によって得られた新技術(センサーシステム、機体システム、制後システム、新戦術思想の確立)、その中核を為す推進システム「SEドライブ」と暫定的空間粒子消失制御システム「SEジェネレータ」の総称。ミノフスキー物理学の権威ネイナ・ラフィット・ファルム女史が発見した、SEジェネレータの基礎理論が”SE”（Subject Effacement）の由来である。

### SEドライブ
SE計画によって得られた、新理論に基づく革新的な推進システム。

### SEジェネレータ
SEジェネレータとは暫定的空間粒子消失制御システムともいうべきもので、エネルギー効率の高さが特徴とされ、それに伴う超高出力は空間を歪めて磁場を狂わせる。この性質により、SEジェネレータは反磁力かつ反重力システムとして機能し、エネルギーの消失かつ転移現象による通信システムおよび空間センサーとしても利用される。だが、これらの機能はなかば偶然の産物で、SEシステムの全貌は未だ明かされる事はなかった。
『藤田くんのわがままクラブ』で、藍田豊に「SEジェネレータとは一体どんなシステムなのか」を聞かれた藤田一己は「SEシステムとは、一種の重力ジェネレータで、とにかくものすげえ装置」と答えた。
作動時には、独特の始動音がコクピット内に伝わる。

#### SEフィールド
機体を推進させる力場。SEジェネレータを作動させる事で発生、モニターにはSEフィールド発生サインが表示される。
機体の周囲に発生したSEフィールドは敵からの攻撃を弱める、バリアーの働きをする。SCENE4ではメッサーラ・ディノファウスト・ジュピターの大口径メガ砲から発射されたメガ粒子が背部に直撃したにもかかわらず、タイラント・ソードの被ったダメージはさほど大きくなかった。タイラント・ソード改”アグレス”は、メッサーラ・ディノファウスト・アルファから発射された幾つものビームを最大出力で形成されたSEフィールドで尽く弾き返した。
本来は機体を推進させる事に用いられているSEフィールドだが、力場のエネルギーを前方の一点に集中し放出する事で、攻撃に転用する事が可能である。重力や磁場の歪み、空間その物の崩壊するエネルギーが敵を呑み込み、敵の艦隊を壊滅させるのである。

## ネオファリア
月面にあるAE（アナハイム・エレクトロニクス）社のシンクタンクである第13開発局、その俗称が「ネオファリア」である。
略称は、NF（ネオファリア）。
MSに関する新技術の開発および実用化を目的として編成されたと言われているが、その実態はU.C.0086の今日においても明らかになっていない。しかし、ネオファリアが内外に与えた影響は少なくなく、第5開発局の「Ζ計画」や各NT研究所のMSに採用された新技術の多くは、ここで生まれたものとされる。
U.C.0088に閉鎖となるが、その理由については諸説があり、真相は不明。フォトストーリーのSCENE.5によれば、ネオ・ファリアが解体されると同時に、撤収されたソードと関連資料は極秘の内に処分。また当時SES開発責任者であるネイナ・ラフィット・ファルム博士は、ネオ・ファリア解体直前に行方不明となったという。

## ソード
ネイナ・ラフィット・ファルム女史を研究主任として、ネオファリアで開発された新機軸の機動兵器。SESとも呼ばれる。
ソード型機動兵器の基本思想は、無敵、最強。近代MSデザインの問題点を徹底的に分析して、総合的デザインクオリティの高さ、商品価値、トレンド、その他もろもろの要因（ファクター）を計算しつつ、世界に誇る日本のロボットデザインの発展と未来、藤田一己のデザインワークの進化によって完成されたものである。
SWORD（ソード）はMSやATと同じように、ロボットのカテゴリーを表している。タイラント・ソードの”タイラント”は機体のコードネームで、NF（ネオファリア）のスタッフは『これはMSじゃない!』という気持ちを込めて「”タイラント（は）ソード”」と呼ぶ。
本兵器群の最大の特徴は、新理論に基づいた革新的な推進システム「SEドライブ」と「SEジェネレータ」が実用化に移され、機動力と火力ともに従来兵器を凌駕している事である。しかし「SE」システムの全貌は解明されておらず、スタッフ達にとっても真のポテンシャルは未だ図りしれないとされる。
ソードは、ネクスト・ワンによってのみ作動し得る機動兵器であり、その内包するシステムによって時空間をも制御する事が可能である。その存在は連邦の存亡すら脅かしかねないので、連邦の上層部にとって、次第に疎ましい物となっていった。

## ソード一覧

### ネモ・ソード改
失敗作と悪名高いネモをベースにして、新開発のSEジェネレータを搭載、SES（システム）の実験機として試作された機体。皮肉な話だが、RS-81の悪評の源である機体構造の強固さが必要不可欠の要素だったので、RS-81は新型ジェネレータの実験機として選ばれたのである。このネモをベースにした実験機は3機作られ、うち2機はテスト中に大破し、残る1機は実戦配備されたと言われている。しかし、それを裏付ける資料は現存していない。また、実戦配備された機体は、幻の新兵器SESのプロトタイプだったとの説もある。

#### 劇中の活躍（ネモ・ソード改）
SCENE.2に登場。パイロットはキース・マクレガー。背部に取り付けられたSEジェネレーターの不調のせいで、コンソールには危険を知らせるランプが瞬いていた。ネイナ・ラフィット・ファルムの指示で、ユニットの強制排除レバーを引いたキースはその後、無意識の内に機体を立て直し生還を果たす。ネモ・ソード改の回収作業は極めてスムーズに進んだ。

#### ネモ・ソード改プロト3（スレイヴ・ソード）
ネモをベースに試作されたSEジェネレータ実験用の3号機。ソード型実験用3号機であるこのスレイヴ・ソードにネモの面影は既にない。
SEシステム開発実験用に急造されたこの機体により、SEシステムはほぼ及第点に達する完成度を得て、以後ネオファリアは、専用設計の新兵器SESの開発へ着手していく事となった。
テスト用の機体で、”タイラント・ソード”のロールアウト後は常にテストフライトに同行したため、”スレイヴ（奴隷）・ソード”の愛称が与えられた。

##### 作例（ネモ・ソード改プロト3（スレイヴ・ソード））
制作は、藤田伸二。1/144のフルスクラッチビルドで作られた。

##### 機体各部（ネモ・ソード改プロト3（スレイヴ・ソード））
手足
本機は、ドライブシステムの実験機という設定のため、非常に簡略化されている。

##### 装置（ネモ・ソード改プロト3（スレイヴ・ソード））
SEジェネレータ・ユニット
巨大な本装置が、背部に一対装備されている。

##### 劇中の活躍（ネモ・ソード改プロト3（スレイヴ・ソード））
SCENE.3から登場。文中での表記は「ソード改」。キースの乗るタイラント・ソードのテストをモニタリングするため、スピノソアから発艦した。
SCENE.5では、ネイナによって、索敵機能が強化され、思考制御装置が取り付けられた。キースの意志で、敵艦隊から離れた場所に固定された。戦闘宙域から離れた場所からポイントで待機し続けるソード改の捉えるヴィジョンは、思考制御回路を通じて、キースの乗ったタイラントへ伝えられた。

### タイラント・ソード
タイラント・ソードとは、SESの試作第一号機で”最強”の機動兵器、または究極の人型機動兵器。アナハイム・エレクトロニクスにおいて秘密裡に進められていた「SE計画」の具体的かつ本格的な成果である。タイラント・ソードという名称は、ネオファリアで研究開発された新機軸の兵器「ソード」の試作1号機の俗称である。
タイラント・ソードの開発テーマにはもう一つ重要なテーマがあり、それは”有機的結合および機能を持つ兵器システムの確立”である。無人機であるスレイヴ・ソードはタイラントの操縦者によりコントロールされるが、それを可能にするには操縦者にネクスト・ワンと呼ばれる能力が要求された。このニュータイプの亜種あるいは変種であるパイロットは、機械システムもしくは人工知能に対するコミュニケート能力が突出しているのが特徴で、システムのヘッドクォーターとして機能せねばならない。
デザインを担当した藤田一己曰く「とにかく”タイラント”は強い。モビルスーツをWWIIのレシプロ戦闘機とすると、F-14ぐらい強い。ZZですら、接触（コンタクト）5秒ともたないぐらい強い。」。連載第三回の藤田のラフ画には「”アグレス”なんてペンネームはどうかなと書かれている。」
タイラントおよびSEシステムに関する資料はネオ・ファリアの閉鎖や解体により、そのテクノロジーと共に失われた。様々な勢力の狭間でかろうじて均衡を保っていた連邦にとって、”ソード”の存在はあまりにも危険だったのである。この究極兵器が宇宙史に登場するには、さらに数年を待たなければならないとされる。

#### 作例（タイラント・ソード）
制作は、原田正彦。1/100のフルスクラッチビルドで作られた。全関節可動、複雑な部品構成は全て自作パーツによる、カラーリングの塗り分けは藤田一己が指示。

#### 戦術思想
SEドライブ、SEジェネレータなどの超技術の集合体であるタイラントは高機動力を活かした格闘戦（ドッグファイト）にある。どれほど強力な武装でもそれを搭載する機体のポテンシャルが低くては兵器として不完全だという概念に基づき、機動兵器としての性能を追求した結果、タイラントの運動性はMSのそれを遥かに凌駕するに至った。いかなる高出力のMSであろうが、ソードの前ではスローモーション以下にしか過ぎない。

#### 慣性制御
タイラントは、高出力、高機動性故に、機体およびパイロットを絶えず異常な高いGに晒している。そのためにSEシステムによる反重力機能の多くが、慣性制御フィールドとして利用されて、機体を分解させるほどのGから自らを守るため、費やされる。この慣性制御率とSEドライブの出力は反比例の関係にあって、その比率はパイロットの意志により変化させる事が可能である。大出力を得るためには、パイロットは多少のGに耐えなければならないのは仕方ないのである。もっとも最低出力時のタイラントでも、それに拮抗し得るMSなど存在しない。
SCENE.3で、スピノソアから発進したキースによればMSに搭乗していたときのような射出時の衝撃がほとんど感じられず、本機の耐Gシステムは完璧だと思われた。SCENE.4で、キースはシロッコを倒すために機体の慣性制御率を最低にセットして最大出力で戦ったが、慣性制御が弱められて異常に強くなったGで身体が悲鳴をあげた。

#### 操縦システム
タイラントの性能を100％発揮させるため、操縦システムにはフィードバック制御と共に思考制御が使用され、さらに高速演算能力を持つ自己進化型コンピュータを並列搭載し、パイロットの負担を軽減している。

##### タイラント専用パイロットスーツ
従来の物より、遥かに高い対G性およびプロテクト性を持つと伴に、フィードバックシステム用のセンサーも内蔵されている、カスタムの一品物。
タイラント専用思考制御型ヘルメットは、管がパイピング・コンソールへと繋がれる。
背中には、スーツの機能をコントロールするコンピュータが内蔵されている。
膝の突起には、フィードバックのデバイス。

#### 問題点
タイラントにも当然ながら、問題点は存在する。それは実用化したとはいえ、完全に解決されていないSEシステムの信頼性だ。しかしタイラントが実験機である事や量産を前提をしていない事を考えれば、充分以上の成果だと言える。

#### 機体各部（タイラント・ソード）
頭部
額にはオプチカル・センサが、頬にはミノフスキーセンサーの一種であるSE・センサのアンテナが内蔵されている。頭部から伸びる二本の管は、コンピュータとセンサの冷却リキッドのパイプラインで、その下にある楕円系の物体はコンピュータのポッド？と説明されている。
マニピュレータ
軟質のスチロール材でカヴァーされている。このようになっている理由は、SEウェアポンシステムの性質上、なんでも出来る兵士が必要なためである。

#### 装置（タイラント・ソード）
SEドライブジェネレータ
背部に一対、腰部に一基、計✕3が装備されている。SEジェネレータとも呼称される。

#### 武装（タイラント・ソード）
SEジェネレータ式ビームキャノン
ソード型専用として、タイラントと同時に開発された新方式のビームキャノン。ラフ画では熱弾ビーム砲、ソード専用熱弾ビームガン、有反動ビームマシンガンとも呼称されている。
SEジェネレータ技術の導入により高エネルギーの火球を高速発射する、ノーマルのビームガンと異なりエネルギーのかたまり的火球をマシンガンのように撃ち出す銃。従来のビームライフルと違って、連続発射が可能な言わばビームマシンガンで、ソードによる高機動戦闘に対応する。
銃の右側に設置されているウィッシュボーンコンバータは、ビーム発射状態になるとアームの間に放電が起こる。その下にはセンサが取り付けられている。
発射音は、ダム!ダム!。
銃床には、マウント用アームレストが取り付けられている。
この熱弾型SEキャノンは、ビーム・ライフルの倍の衝撃と共に、数十のエネルギー弾をバラ撒き、その一つでも命中すれば敵の機体内で解放されたエネルギー粒子が致命傷を与える。SCENE.4でパプテマス・シロッコの搭乗したメッサーラ・ディノファウスト・ジュピターに使用し、巨大なエンジン・ポッドを一発のエネルギー弾で貫くが、ユニットを自ら切り離され機体を誘爆させる事は出来なかった。

#### 劇中の活躍（タイラント・ソード）
SCENE.3から登場。キース・マクレガーにより、SEジェネレータを作動して、ネモ・ソード改プロト3（スレイヴ・ソード）にモニタリングされながら、開発中の名称不明の新型MA三機とテストを行う。回避パターンを取らずに、直接戦闘パターンに転じたならば、五秒とかからず全機撃墜出来たはずだが、実際には回避パターンによるテストも含め、三分弱で三機のMAから撃墜サインが送られる。
SCENE.4では、ジュピトリスへ接触、タイラントにてこれを撃破せよ”という命令が下されたため、パプテマス・シロッコの搭乗するメッサーラ・ディノファウスト・ジュピターと対決する。こちらの攻撃をかわされ、回り込んだメッサーラに背後から大口径メガ砲の直撃を食らう。幸い、タイラントの周囲に形成されたSEフィールドがメガ粒子の威力を弱めて、バリアーの働きをしていたから鋭い衝撃を受けただけで済む。気を取り直したキースにより、機体の慣性制御率を最低にセットされ、最大出力で視界から遠ざかるメッサーラを追跡する。火線が交錯して、両機が絡み合い。キースが何度めかの黒視症に襲われた時、一発のエネルギー弾がメッサーラの巨大なエンジン・ポッドを貫く事に成功するが、メッサーラはユニットを自ら切り離して機体の誘爆を防いだ。機動力が格段に落ちた状態で後退をかけるメッサーラにトドメを差そうとするが、コクピット内のあらゆる警告灯が煌めき、激しい戦闘でタイラントは限界に達しており、追撃を断念する。

#### タイラント・ソード改”アグレス”
タイラント・ソード改”アグレス”（タイラント・ソード改 ”アグレス”仕様とも呼称される）とは、タイラントに改良型SEジェネレータに加えて各種追加装備が施された機体。いかなる戦闘形態にも対応可能なパーフェクトな機動兵器が完成したと言え、この機体に8機の随伴ソード兵器が加わった時、その名の通り”暴君”として君臨するのである。

##### 作例（タイラント・ソード改”アグレス”）
制作は、原田正彦。1/100のフルスクラッチビルド(改造)が作られた。

##### タイラント・ソードからの変更点
タイラント・ソード改は実戦投入によって、露呈したマイナートラブルおよび欠点の改良を目的に、急遽仕様変更を受けた機体である。主な変更点は、SEジェネレータの信頼性の向上で、そのためにユニットの両サイドに可動式サブジェネレータを装備しており、これをフィールドスタビライザーとして使用することにより、メインジェネレータの出力および制御の負荷を軽減してトラブルの発生率を大幅に引き下げた。
火力も増強されており、格闘戦装備の不足を補うため、他のプロトタイプMSのシールドおよびビームサーベルをオプションとして使用し、副武装として頭部にビーム・ライフルを改造したガンポッドがマウントされた。

##### 機体各部（タイラント・ソード改”アグレス”）
機体上部
SEジェネレータスタビライズシステムが装備されている。
コクピット
フロントスクリーンは、基本的にはガンダムMk-IIと同じ様な構造だが、はるかに複雑になっている。ハッチは全部で5枚在る。
コクピット内では、専用スーツを着たキース・マクレガーが、ライディング・フォームを取って操縦する。ラフ画の説明によれば「セガの体感ゲームシリーズのノリで、ハングオンをやるぜ」という事らしい。

##### 武装（タイラント・ソード改”アグレス”）
頭部ガンポッド
接近専用の装備で左側頭部に装備されている、オプション・メガビームポッド。小型のビーム砲で、Zガンダムのビームサーベル等と同じ物をユニット化している。
SCENE.5ではビームランチャーと表記。目前に迫ってきたメッサーラのコクピットを撃ち抜いた。
接近専用ビームガン
機体上部に装備されている。
ビームキャノン
ソード兵器の主兵装、タイラント・ソードと同一の物。
ビームサーベル
シールドの裏にマウントされていて、引き抜いて装備される。使用時には、格闘戦モードを取る。
シールド
オプション装備で、Z(ゼータ)の物を流用している。前面中央には、オプションのランチが取り付けられている。
ラフ画像の説明には「裏面はGMII-Rの奴とか見ててきとーにディティールしてくれ」と書かれていた。
SEシステム
タイラントの機体その物を利用した大規模破壊兵器。これは本来、機体を推進させる力場のエネルギーを前方の一点に集中して放出する物で、重力や磁場の歪み、さらには空間その物の崩壊するエネルギーが敵をのみ込んで、まさに一つの艦隊を殲滅する力を持っている。その様はまるで、見えざる神の手により操られる光の剣であったとも言われ、まさに暴君の剣（タイラント・ソード）なのである。
劇中では、キース・マクレガーが無意識の内に、タイラントのSEフィールド発生ベクトルを変更し、メッサーラの群れへ解き放った事で発動。タイラントの胸部辺りへ集中したSEフィールドは閃光となって、物凄い衝撃を伴いつつ、メッサーラ部隊へ吸い込まれた。そしてエネルギーの奔流にのみ込まれたメッサーラ部隊を瞬時に全滅させた。
その凄まじい破壊力は、キースに我を忘れさせた。

##### 劇中の活躍（タイラント・ソード改”アグレス”）
SCENE.5から登場。スレイヴ2機とソード改を随伴させて計4機で出撃。戦闘を開始してから5分ほどで2隻の戦艦と7隻の巡洋艦を沈めた。最終的に、ジュピトリスを中心にして戦力を再編成しつつあったメッサーラ・ディノファウスト・アルファ総数84機を、SEフィールドの発生ベクトルを変更して解き放ち全滅させ、その余波は彼方にいたジュピトリスにまでおよぶ。しかし、ジュピトリスは被害箇所を切り離して戦闘宙域から離脱したため、仕留めるには至らなかった。

### パシケファロ・ソード
フォト・ストーリー未登場、デザイン画無し。
本機の実験機”ミータ”が後に「Z計画」へ繋がっていったとされる。
「SE計画」による最終段階において予定されていた構想では、三機が強力な火器を用いて前衛を務めたとされる。

### アパト・ソード
フォト・ストーリー未登場、デザイン画無し。
「SE計画」による最終段階において予定されていた構想では、後方支援用の本機が二機配備予定だったとされる。

### イクチオン・ソード
フォト・ストーリー未登場、デザイン画無し。
「SE計画」による最終段階において予定されていた構想では、情報収集用に索敵能力が高められた本機が一機配備予定だったとされる。

### スレイヴ・ソード
スレイヴ・ソードとは、ソード型機動兵器の2番機。単独による戦闘能力の究極を具現化したタイラント・ソードに対し、ソードの戦術兵器としての可能性を模索するため、またタイラント・ソード開発のテーマとして重要な「”有機的結合及び機能を持つ兵器システムの確立”」の一環として本機は開発された。
ラフ画の説明によれば、基本的機能・設計はタイラント・ソードとほぼ同じであり、ひたすら高機動、高出力を目指したタイラントに対し、本機は現用MSのバランス、SEシステムの信頼性、タイラントの支援等を考慮して開発されたと書かれている。
性能はタイラントの40％程度に過ぎないが、SEシステムの信頼性向上はスペック上のビハインドを充分に補い、SEウェポン・システムの中核としてタイラントを支援する。実戦段階では、ニュータイプ用兵器”ビット”に相当するものとして、完全なる無人機としてタイラントのコクピットから思考制御によるコントロールが可能である。
SESテスト機プロト3と同じコードネームを持つ本機だが、両者は全く別の機体である。あちらがネモの基本構造を利用して改造された機体であるのに対し、本機は完全な新設計でありその機体構造はタイラントに酷似したものである。タイラントはワンオフ機だが、スレイヴは数機が生産されたと伝えられている。ラフ画によれば「見ての通り、ほとんどタイラントと同じパーツ＆ユニットの構成となっていて、タイラントよりは少しだけ生産性を考えられた(?)造りかも。」と書かれている。タイラントとの比較図では、一回り小さい。
「SE計画」による最終段階において予定されていた構想では、二機がタイラントをガードする役割だったとされる。

#### 作例（スレイヴ・ソード）
制作は、野本憲一。1/144のフルスクラッチビルドが作られた。

#### 機体各部（スレイヴ・ソード）
頭部
頭の部分は、ヘッドユニットと呼ばれる。首部分には、CPU(?)が内蔵されていて、コンピュータやSEシステム関係のユニット部は、タイラント同様。

#### 装置（スレイヴ・ソード）
SEジェネレータ
背部に一基装備されている。ラフ画によれば「SEジェネレータが単発だから、タイラントに比べ出力は三分の一…かな？」と書かれている。

#### 武装（スレイヴ・ソード）
スレィヴ・ソード用熱弾ビームキャノン TYPE2
熱弾ビームキャノンIIとも呼称される。機能は基本的にタイラント・ソードと同じだが、出力は少し小さい。ソード用の銃は普通のMSでは全く撃つ事が出来ないとされている。
銃の右側にはコンバータ、その前面にはセンサ、取り付けられている。

#### 劇中の活躍（スレイヴ・ソード）
SCENE.5から登場。二機がネイナの手で調整されて、タイラント・ソード、ソード改と共に実戦に配備される。高速巡航モードで、タイラントと共にジュピターズ艦隊の真っ只中へ突入していった。ジュピトリスの周囲を護衛する何機ものメッサーラ・ディノファウスト・アルファからの攻撃を振り切って、ジュピトリスにSEキャノンをばら撒き被害を与えた。敵艦の射程圏外へ離脱後は、キースからの命令で、ジュピトリスの僚艦である二隻のロンバルディア級巡洋艦を攻撃して破壊した。

### ディジェ・ソード
フォト・ストーリー未登場、デザイン画無し。
ソード・システムに使用された技術が利用された代表的なスピンオフ機動兵器とされる。

## SEシステムと関連があるとされている機体
ディジェSE-R
ディジェSE-Rの初出は1988年発行のムック『B-CLUB SPECIAL15 機動戦士ガンダム MS大全集』で、この段階では詳細がほとんど不明な機体だった。
2009年のPlayStation 2、PlayStation Portable用ゲーム『機動戦士ガンダム ギレンの野望 アクシズの脅威V』の「メカニック図鑑」では「SEシステムと呼ばれる先進的技術が導入されており、既存の機体を上回る圧倒的な性能を誇る」と書かれている。しかし、ゲーム中ではソードのような圧倒的性能を持っている訳ではない。
ガンダムMk-III2号機“ヴィクセリオス”
ガンダムMk-III2号機“ヴィクセリオス”とは、『月刊ホビージャパン』2006年9月号に模型作例として掲載された機体で、Z-MSV HJオリジナル:01エゥーゴ試作攻撃型モビルスーツ。
原型製作は伊勢谷大士、制作・文は岡村征璽。
MSF-007 ガンダムMk-III の試作2号機がオリジナルとは異なる仕様だったいう説を膨らませて、本機には通常型に加えて新式ジェネレータの副次的搭載といった改装が施されたという設定になっている。この新式ジェネレータに関して詳しい説明はないものの、機体説明ページの節に「SEジェネレータ、フルドライブ!」と書かれている事から、本機はSEシステムに関連する機体であると思われる。